# Israel Gutiérrez
José Israel Gutiérrez Zermeño (Pachuca, 15 de enero de 1993) es un baloncestista mexicano que actualmente juega en Halcones de Xalapa de la Liga Nacional de Baloncesto Profesional de México. Con 2,08 metros de altura, juega en la posición de pívot. Es internacional absoluto con México.

## Trayectoria deportiva
Israel Gutiérrez es un pívot mexicano que debutó en 2014 en las filas de los Halcones Rojos Veracruz de la Liga Nacional de Baloncesto Profesional de México. Más tarde, jugaría en otros equipos de México como Caballeros de Culiacán, Aguacateros de Michoacán, Halcones de Ciudad Obregón, Garzas de Plata de la UAEH, Fuerza Regia de Monterrey y Astros de Jalisco.
También, jugaría en Argentina en los equipos de la Liga Nacional de Básquet como Club Atlético Boca Juniors y Club Atlético Argentino (Junín).
El 25 de febrero de 2021, firma por el CB Breogán de la Liga LEB Oro hasta el final de la temporada.
Después de ser campeón de la Liga LEB Oro, el 11 de agosto de 2021 firma con Panteras de Aguascalientes de la Liga Nacional de Baloncesto Profesional de México para disputar la temporada 2021-22.

### Selección nacional
En 2014, el pívot debutó con la selección nacional, convirtiéndose en el jugador más joven del equipo mexicano en asistir al mundial de España.
Consiguió una plata en los Juegos Centroamericanos y del Caribe de junio de 2023.
Durante agosto y septiembre de 2023 fue integrante de la selección de México que participó en el Mundial de 2023 celebrado en Asia, y que finalizó en vigesimoquinto lugar.